# Février 1964

## Évènements
- Lyndon Johnson parvient à faire voter la loi de Kennedy sur les réductions fiscales.
- Février - avril[1] : querelle frontalière entre la Somalie et l'Éthiopie, déclenchée le 7 février par l'entrée de troupes de Somalie en Éthiopie et l'attaque du poste frontière à Tog Wajaale[2], achevée le 1er avril par un cessez-le-feu[3].
- Visite du président du gouvernement roumain Ion Gheorghe Maurer à Pékin.
- Fondation du journal Classe operaia en Italie[4]. Formation du Potere operaio (Pouvoir Ouvrier) dont est issue le mouvement spontanéiste turinois Lotta Continua, fondé en 1969.
- 20 février : accord frontalier entre l'Algérie et le Maroc : une zone démilitarisée de 14 km est créée entre les deux États.

## Naissances
- 1er février : Mario Pelchat, chanteur et producteur canadien.
- 3 février : Pierre Kohler, homme politique suisse.
- 4 février : Viatcheslav Volodine, personnalité politique russe.
- 5 février : Laura Linney, actrice américaine.
- 7 février : Daviz Simango, homme politique mozambicain († 22 février 2021).
- 10 février : 
  - Victor Davis, nageur canadien († 13 novembre 1989).
  - Paco Tous, acteur espagnol.
- 11 février : 
  - Jean-Marc Agrati, auteur français.
  - Sarah Palin, femme politique américaine
- 12 février : Stephen Carter, homme politique écossais.
- 15 février : 
  - Leland D. Melvin, astronaute américain.
  - Nour-Eddine Lakhmari, réalisateur maroco-italien.
- 17 février : Jim Jordan, Homme Politique américain.
- 18 février : 
  - Matt Dillon, acteur américain.
  - Charles Onana, journaliste et essayiste Franco-camerounais.
- 19 février : Jennifer Doudna, biochimiste américaine. 
  - Giórgos Kalafátis, footballeur grec (° 17 mars 1890).
- 20 février : Rudi Garcia, joueur puis entraîneur français de football.
- 21 février :
  - Mark E. Kelly, astronaute américain.
  - Scott J. Kelly, astronaute américain.
- 26 février : Mark Dacascos, acteur américain.

## Décès
- 8 février : Jacques Morisson, joueur professionnel français de hockey sur glace (° 28 mars 1907).
- 18 février : Joseph-Armand Bombardier, inventeur québécois de la motoneige.
- 25 février :
  - Alexandre Archipenko, sculpteur américain originaire de Russie.
  - Maurice Farman, pionnier français de l'aviation.